# Paranopleta
Paranopleta är ett släkte av skalbaggar som beskrevs av Lars Zakarias Brundin 1954. Paranopleta ingår i familjen kortvingar.
Släktet innehåller bara arten Paranopleta inhabilis.